# 8929 Haginoshinji
8929 Haginoshinji (1996 YQ2) là một tiểu hành tinh vành đai chính được phát hiện ngày 29 tháng 12 năm 1996 bởi T. Kobayashi ở Oizumi.